# Formes de l'Art
 (février 2013).
Si vous disposez d'ouvrages ou d'articles de référence ou si vous connaissez des sites web de qualité traitant du thème abordé ici, merci de compléter l'article en donnant les références utiles à sa vérifiabilité et en les liant à la section « Notes et références ».
Formes de l'Art est une ancienne collection française de livres d'art éditée par le Club français du livre relayé par sa filiale Formes et Reflets.

## Collection principale
Il s'agit de 5 volumes in-4 (281 x 222), avec une reliure de l'éditeur pleine toile écrue, et titre sur fonds noir. Chaque volume comprend deux cahiers collés sur les plats intérieurs. 1er cahier : texte ; second cahier : illustrations. Parution de 1954 à 1957. 
- I : André Breton, en collaboration avec Gérard Legrand, L'Art magique
- II : Philippe Verdier, L'Art religieux
- III : Louis Hautecœur, L'Art classique
- IV : Louis Hautecœur, L'Art baroque
- V : André Chastel et Paul Marie Grand, L'Art pour l'Art

Cette collection fit date dans le livre d'art français, tant par la nouveauté des textes que par l'abondance de l'iconographie. Des œuvres inconnues furent ainsi présentées au grand public. Le directeur de la collection était André Breton.
D'autres volumes de même maquette furent édités comme :
- Marcel Brion : Pompei, Herculanum, ors et cendres. Monaco, 1960

## Petite collection
Le Club français du livre édita ensuite quelques titres de format plus réduit (218 x 154) mais à la présentation identique à celle de la collection principale. Ils étaient consacrés à la peinture. Le coordinateur de la série parait avoir été Germain Bazin, mais les titres avaient souvent été déjà édité par d'autres maisons :
- I : Dictionnaire de la peinture moderne. Collectif. 1958
- II : Trésors de la peinture au Louvre. Collectif. 1959
- III : Trésors de l'impressionnisme au Louvre. Germain Bazin. 1959
- IV :
- ? : Trésors de la peinture au Prado F.J Sanchez. 1965